# Waihi
 (février 2024).
Si vous disposez d'ouvrages ou d'articles de référence ou si vous connaissez des sites web de qualité traitant du thème abordé ici, merci de compléter l'article en donnant les références utiles à sa vérifiabilité et en les liant à la section « Notes et références ».
La ville de Waihi est une localité du district de Hauraki dans l'Île du Nord de la Nouvelle-Zélande.
Elle est particulièrement notable pour son histoire comme la "ville de l’or".

## Population
Elle avait une population de 4 527 habitants lors du recensement de 2013 en Nouvelle-Zélande.

## Situation
La ville siège au pied de la Péninsule de Coromandel, près de l’extrémité ouest de la Baie de l'Abondance.
La ville la plus proche, qui en dépend, est Waihi Beach, située à 10 kilomètres à l’est et qui est souvent considérée comme le point le plus à l’ouest de la région de la Baie de l'Abondance.
À l’ouest se trouvent les collines de la chaîne de Kaimai (en).
La route d’accès venant de cette direction passe à travers les gorges sinueuses de Karangahake.
Waihi est une zone inhabituellement humide et moite du fait d’un microclimat pour la côte est de la Nouvelle-Zélande avec une moyenne annuelle des chutes de pluie de 2 147 mm.

## Histoire

### Aux temps anciens
Les activités de la Mine
Waihi est située dans le District de Thames-Coromandel, qui fut l’une des zones les plus importantes pour la recherche d’or parmi les mines du monde entier.
Le centre-ville a grossi autour des opérations de mines depuis la découverte de l’or en 1878 par les prospecteurs John McCombie (en) et Robert Lee.
Les échantillons de roches, qu’ils avaient recueilli et envoyé pour analyses, n’avaient pas été considérés initialement comme en valant la peine, si bien qu’ils quittèrent cette zone, pour se rendre plus loin, pour continuer leurs prospections.
Leurs revendications ultérieures furent rejetées par William Nicholl en 1879.
Mais celui-ci marqua une zone de 5 acres, la dénommant « Martha » d’après le nom d’un membre de sa famille.
Plusieurs autres petites demandes furent ensuite fusionnées pour former la « Martha Company ».
En 1882, la première batterie de broyage des roches contenant de l’or fut mise en service.
La mine de Martha grossit alors pour devenir la mine d’or et d’argent la plus importante du monde, surtout après l’utilisation industrielle de cyanure rendant plus facile l’extraction de l’or à partir des minerais de faible concentration.
La ville de Waihi prospéra alors grâce aux mines, devenant en 1908, la ville en croissance la plus rapide de la province d’Auckland, avec trois fois la taille de la cité d'Hamilton.
Waihi fut aussi un centre important des syndicats en Nouvelle-Zélande durant les premières années du XXe siècle.
La grève des mineurs de 1912 à Waihi (en)) mena à des violences inhabituelles, et en particulier la mort du syndicaliste Fred Evans (en) au cours d’un incident, qui est toujours la cause d’un certain ressentiment dans la ville.

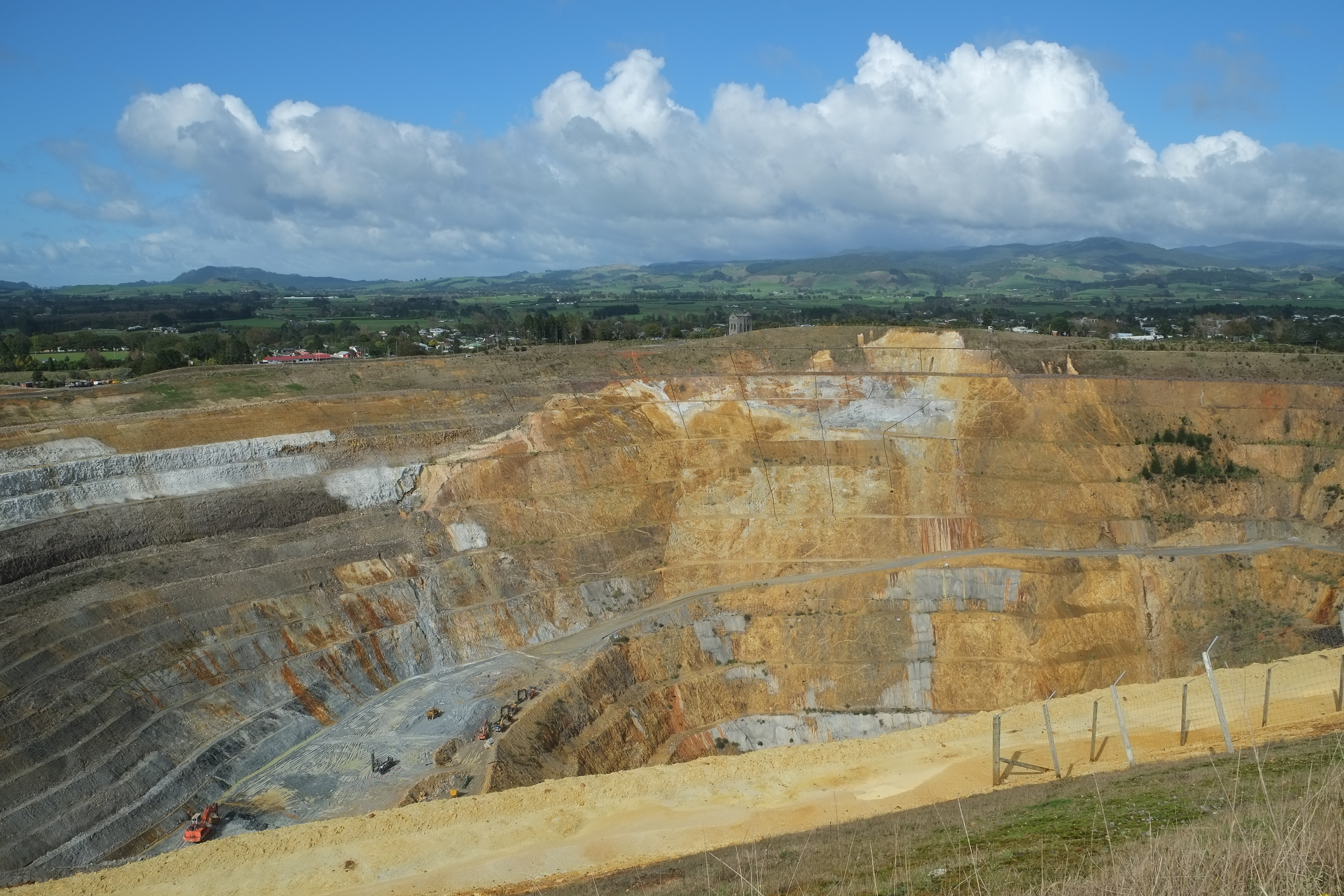
La mine de Martha au niveau de la ville de Waihi.

### Plus récemment
En 1952, la mythique “mine Martha”, ferma, après qu'environ 5,6 millions d‘onces d’or (soit 174 160 kg) et 38,4 millions d’onces d’argent (soit 1 193 180 kg) y avaient été produits à partir de 11 932 000 tonnes de minerais.
L’activité minière s’arrêta pratiquement en 1952 après avoir creusé un total de 160 km de galeries à travers le quartz de Martha Hill, non pas à cause de la chute de la production d’or extrait de la mine Martha mais à cause du prix de l’or, du manque de main d’œuvre et des coûts d’exploitation, qui étaient croissants.
Les activités de l’exploitation minière du reste de la Péninsule de Coromandel ont par ailleurs cessées dès 1980.
L’activité minière, se résuma ensuite, à des actions de protestation durant le procès de demande consentement d'extraction de 1987.
Des plans pour arrêter complètement les opérations furent à nouveau proposés dans les années 2000 mais la “Newmont Mining corporation” est actuellement en 2009 en train d’investir activement pour donner une nouvelle vie plus, économique pour la mine et pour des opérations souterraines dans les environs de Favona.
En 2009, la mine contribuerait encore pour 25 à 30 % de l’économie locale.

### Chemin de fer
En novembre 1905, un embranchement ferroviaire fut ouvert pour la ville de Waihi en provenance de celle de Paeroa.
Celui-ci évolua ensuite dans le cadre de la ligne principale de la côte est (en), qui atteignit finalement la ville de Taneatua en 1928.
En 1960, le volume du trafic pour le port de la Baie de Tauranga avait dépassé la capacité de la ligne passant à travers Waihi et une déviation vers le sud fut construite.
Elle ouvrit en 1978, rendant redondante la ligne passant à travers la ville de Waihi, mais la ligne de Goldfield (en) fut établie pour sauver les 6 kilomètres de voies de chemin de fer entre la ville de Waihi et celle de Waikino.
Le chemin de fer continue donc de fonctionner aujourd’hui et c’est une attraction touristique populaire.

### Zones de contre-culture

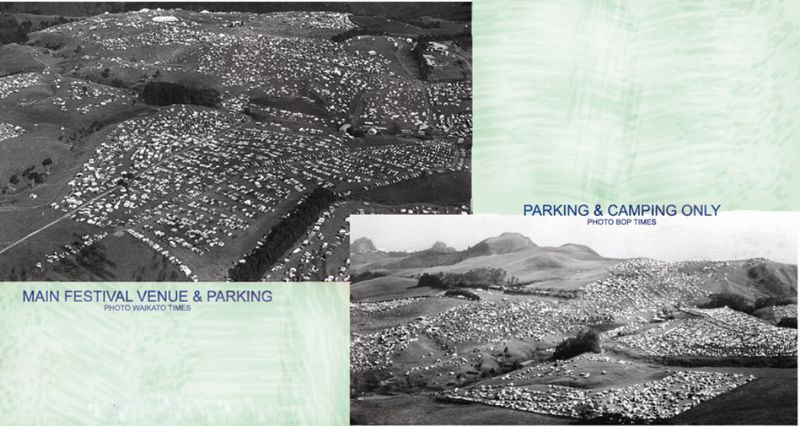
Le festival Nambassa en 1979.

En 1970, la ville de Waihi vit un afflux important de hippies à la recherche d’un environnement accueillant pour un style de vie alternatif (en), pour s’installer dans la région de Waikino.
Ces jeunes partisans de la contre-culture amenèrent avec eux de nombreuses industries marquées par l’externalisation avec travail à domicile, qui aida à diversifier l’économie de Waihi.
Les festivals de rock et de musiques alternatives de Nambassa furent développés autours de la ville de Waihi et celle de Waikino entre 1975 et 1982, faisant passer la population de 10 000 à 75 000 habitants pour quelques jours chaque année et apportant ainsi des revenus notables pour la ville.
Une cité formée temporairement de tentes était installée dans les fermes à l’extrémité nord de la ville de Waihi, érigées au niveau de ‘Landlyst Rd’ dans la vallée de l’or (Golden Valley), pour les participants du festival.

### Histoire récente
À la fin des années 1980, un nouveau puits de mine fut ouvert et commença à fonctionner à partir du sommet de la mine souterraine, mais cette opération serait proche d’être terminée, et toutefois des projets récents prévoient le "dégonflement des parois" du puits et de renvoyer à plus tard la constitution du lac et des zones de loisirs promises.
Une nouvelle mine souterraine appelée « Favona » est en fait en fonction près de l’installation précédente, à l’est de la ville de Waihi.
La compagnie minière aurait affirmé qu’il serait possible de créer le lac, alors même que les opérations souterraines se poursuivraient, en raison du faible niveau du plan d’eau en relation avec la mine souterraine, qui elle-même, devait être vidée de son eau.
À la fin de 1990, plusieurs propriétés ont été condamnées et des routes fermées de façon permanente pour des affaissements des terrains situés en dessous d’elles, du fait de mouvement de terrains au niveau des anciens puits de mines, avec la constitution de trous visibles avec des fissures en surface.
En décembre 2001, une maison à proximité du puits nommé Martha Pit s’effondra dans un chantier historique et 14 maisons voisines furent affectées.
Certaines ne purent jamais être ré-habitées par leurs propriétaires.
31 autres maisons furent aussi rachetées dans une autre zone identifiée comme étant dans un secteur à haut, moyen ou faible risque d’effondrement dans le secteur historique des travaux, adjacent au puits.
Aujourd’hui la salle de repos de la mine (smoko (en)) siège près de ce site.
Le bruit, la poussière, les vibrations des explosions continuent de causer des stress pour les quelques résidents, quand les opérations continuent dans le puits.
Le célèbre bâtiment de la pompe a dû être déplacé pour en assurer sa sécurité, ce qui a aussi permis d'élargir le puits de la mine afin de permettre d'extraire plus d'or du site où était située la station de pompage.
La gestion de la mine a reçu une réponse positive pour ses procédures de contrôle rigoureux des effets sur l’environnement et de son engagement pour la communauté locale en termes de consultation et d’assistance financière.
Ceci est parmi les choses qui ont conduit la gouvernance de la compagnie de la mine de Newmont-Waihi à recevoir la récompense du « Advanced Sustainable Business Award » de la région de Waikato, de la part du Conseil Régional du secteur.
Mais malgré toutes leurs tentatives, certains des voisins de la mine n’ont pas été reconnus pour bénéficier des compensations liées à l'impact de la mine.

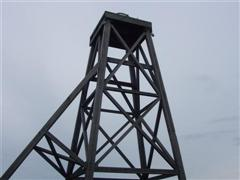
Une réplique de la fameuse « Waihi Poppet Head », située à l’extrémité nord du centre-ville de Waihi.

Les Mines restant le principal employeur du secteur, c’est en remerciement que la compagnie pense remettre à plus tard la promesse faite de longue date de fermeture de la mine et de la création d’un lac prévue en 2007.
La mine de Newmont devrait rester en place jusqu’en 2010, quand l’autorisation arrivera à expiration, à moins qu’ils ne se trouvent plus de ressources, alors qu’ils veulent faire en sorte de rester.
Jusqu’à l’application de la dérégulation au secteur de l’industrie électrique en Nouvelle-Zélande en 1980, Waihi avait un ensemble d’installations de télévision mis en fonctionnement d’abord par la société Akrad puis par Philips, qui emploient localement 400 personnes et dans le monde 1 500 personnes.